# Orlice
Orlice är ett vattendrag i Tjeckien, som bildas genom att Tichá Orlice och Divoká Orlice förenas. Det ligger i regionen Hradec Králové, i den centrala delen av landet, 100 km öster om huvudstaden Prag.